# Elitserien (baseboll)

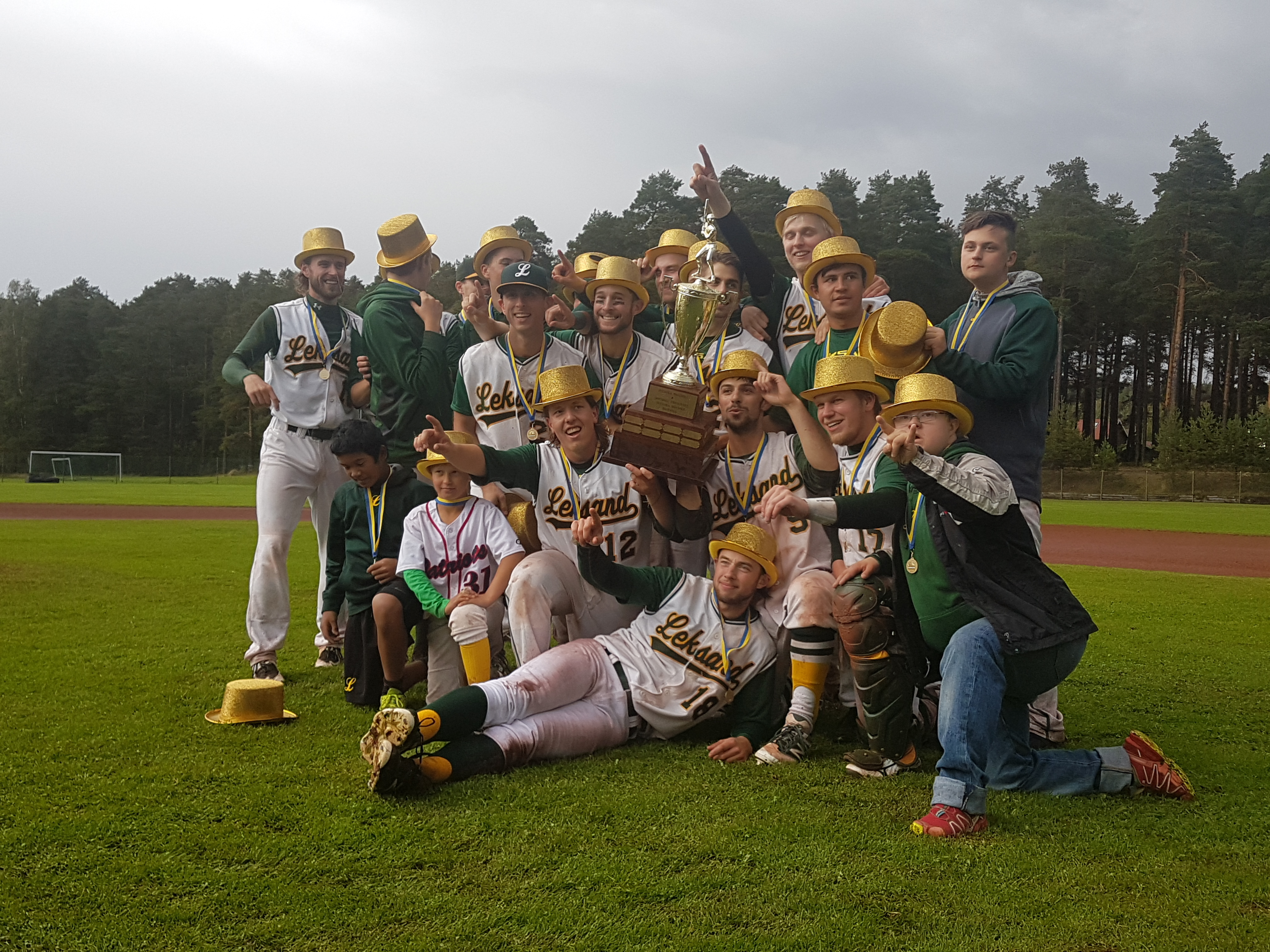
Leksand Lumberjacks firar efter att ha vunnit SM-guld i baseball 2016. Finalen spelades mot Stockholm och Leksand vann med 2-1 i matcher.

Elitserien är den högsta nivån i basebollens seriespel för herrar i Sverige. Svenska mästare har utsetts sedan 1963.
Under Elitserien finns tre regionserier, norra och södra, där vinnarna och den bästa tvåan spelar slutspel för att vinnaren ska ta sig till Elitserien.

## Ligaspel
Antalet lag i Elitserien har sedan 2001 varierat mellan som mest nio lag, och som minst sex lag.
Senast uppdaterad 23 februari 2012
| Lag 2014             | Serie 2013   | Placering 2013 | Övrigt                              |
| -------------------- | ------------ | -------------- | ----------------------------------- |
| Akademin             | Elitserien   | 6:a            | Leksands basebollgymnasium          |
| Sölvesborg Firehawks | Div. 1 Södra | 5:a            | Vann kvalserien                     |
| Göteborg Hajarna     | Elitserien   | 7:a            |                                     |
| Karlskoga Bats       | Elitserien   | 3:a            | Förlust i final                     |
| Leksand BSK          | Elitserien   | 2:a            | Förlust i semifinal, tvåa i serien. |
| Stockholms BSK       | Elitserien   | 1:a            | Svenska mästare                     |
| Sundbyberg Heat      | Elitserien   | 4:a            | Förlust i semifinal, fyra i serien. |

## Historia

### 2006
Elitserien 2006 bestod av sex lag som spelade 30 omgångar. Varje lag mötte alltså de övriga lagen sex gånger. Efter seriespelet gick fyra lag vidare till slutspel där svenska mästare korades. I finalen vann Sundbyberg Heat mot Leksand BSK med 3-1 i matcher. Under elitserien spelades två div 1-serier med 5 lag i vardera (dock blev Skellefteå uteslutna ur den norra serien), samt två div 2-serier med fem respektive sex lag i varje. 

### 2007
Elitserien 2007 bestod av sju lag (Alby, Gefle, Karlskoga, Leksand, Stockholm, Sundbyberg och Tranås) som spelade 30 omgångar där varje lag möter de övriga lagen fem gånger. De fyra bästa lagen går till slutspel och det lag som slutar sist måste kvala för nytt elitseriekontrakt. Under elitserien spelar division 1 i en serie bestående av sju lag. Karlskoga blev svenska mästare.

### 2011
Elitserien spelas under 2011 med åtta lag varav ett är Akademin vilka representerar basebollgymnasiet i Leksand. Övriga lag är Karlskoga, Stockholm, Sundbyberg, Leksand, Göteborg, Alby och Gefle. Efter 14 omgångar fortsätter de sex bästa lagen i en fortsättningsserie med ytterligare tio omgångar. Därefter spelas ett slutspel där de fyra bästa deltar. Med grundserien över blev det klart att Alby får fortsätta i Kvalserien medan Akademin har spelat färdigt, något som var klart redan före säsongen. SM-finalen vanns av Stockholm som vann över Göteborg i tre raka matcher. I semifinalerna vann Stockholm över Leksand med 2-1 och Göteborg över Karlskoga med samma siffror.

### 2012
Precis som under 2011 består elitserien av åtta lag och lagen är också desamma. Skövde slutade tvåa i kvalserien men tackade nej till spel i elitserien under 2012. Seriespelet påbörjas i maj och fortsätter till september innan det blir slutspel av samma modell som fjolåret.

### 2013
Inför säsongen 2013 valde Gefle BC att dra sig ur serien på grund av spelarbrist.
Tranås BF tog andra platsen i kvalserien men kommer ändå inte att spela i Elitserien 2013. I övrigt är alla andra lag kvar och elitserien kommer att spelas med sju lag plus Akademin.

### 2014
Efter säsongen 2013 förlorade Alby IF mot Sölvesborg Firehawks i kvalet till Elitserien. Säsongen spelas i övrigt exakt likadan som säsongen 2013, förutom att matchprogrammet var väldigt förkortat på grund av EM 2014 i Tjeckien och Tyskland. Stockholm Monarchs blev svenska mästare efter en jämn 5-matchserie mot Leksand Lumberjacks.

## Svenska mästare[1][2]
| Säsong | Mästare     |
| ------ | ----------- |
| 1963*  | Solna       |
| 1964*  | Leksand     |
| 1965*  | Wasa        |
| 1966*  | Wasa        |
| 1967*  | Leksand     |
| 1968*  | Leksand     |
| 1969*  | Leksand     |
| 1970*  | Leksand     |
| 1971*  | Leksand     |
| 1972*  | Leksand     |
| 1973*  | Bagarmossen |
| 1974*  | Bagarmossen |
| 1975   | Leksand     |
| 1976   | Bagarmossen |
| 1977   | Bagarmossen |

| Säsong | Mästare     |
| ------ | ----------- |
| 1978   | Leksand     |
| 1979   | Leksand     |
| 1980   | Bagarmossen |
| 1981   | Leksand     |
| 1982   | Leksand     |
| 1983   | Leksand     |
| 1984   | Sundbyberg  |
| 1985   | Sundbyberg  |
| 1986   | Sundbyberg  |
| 1987   | Leksand     |
| 1988   | Leksand     |
| 1989   | Skellefteå  |
| 1990   | Skellefteå  |
| 1991   | Skellefteå  |
| 1992   | Skellefteå  |

| Säsong | Mästare         |
| ------ | --------------- |
| 1993   | Skellefteå      |
| 1994   | Skellefteå      |
| 1995   | Skellefteå      |
| 1996   | Leksand         |
| 1997   | Leksand         |
| 1998   | Leksand         |
| 1999   | Skellefteå      |
| 2000   | Alby            |
| 2001   | Rättvik         |
| 2002   | Rättvik         |
| 2003   | Sundbyberg Heat |
| 2004   | Leksand         |
| 2005   | Leksand         |
| 2006   | Sundbyberg      |
| 2007   | Karlskoga       |

| Säsong | Mästare    |
| ------ | ---------- |
| 2008   | Stockholm  |
| 2009   | Stockholm  |
| 2010   | Karlskoga  |
| 2011   | Stockholm  |
| 2012   | Karlskoga  |
| 2013   | Stockholm  |
| 2014   | Stockholm  |
| 2015   | Stockholm  |
| 2016   | Leksand    |
| 2017   | Sölvesborg |
| 2018   | Leksand    |
| 2019   | Sölvesborg |
| 2020   | Sölvesborg |
| 2021   | Leksand    |
| 2022   | Rättvik    |
| 2023   | Rättvik    |
| 2024   | Rättvik    |

- = Officiella Svenska Mästare har utsetts sedan 1975. Mellan 1963 och 1974 blev lagen Riksmästare.

| Antal titlar* | Klubb                          |
| ------------- | ------------------------------ |
| 22            | Leksand                        |
| 8             | Skellefteå, Solna              |
| 6             | Stockholm                      |
| 5             | Bagarmossen, Sundbyberg        |
| 3             | Karlskoga, Sölvesborg, Rättvik |
| 2             | Wasa                           |
| 1             | Alby                           |

*Räknat sedan 1956